# Vasile Voiculescu

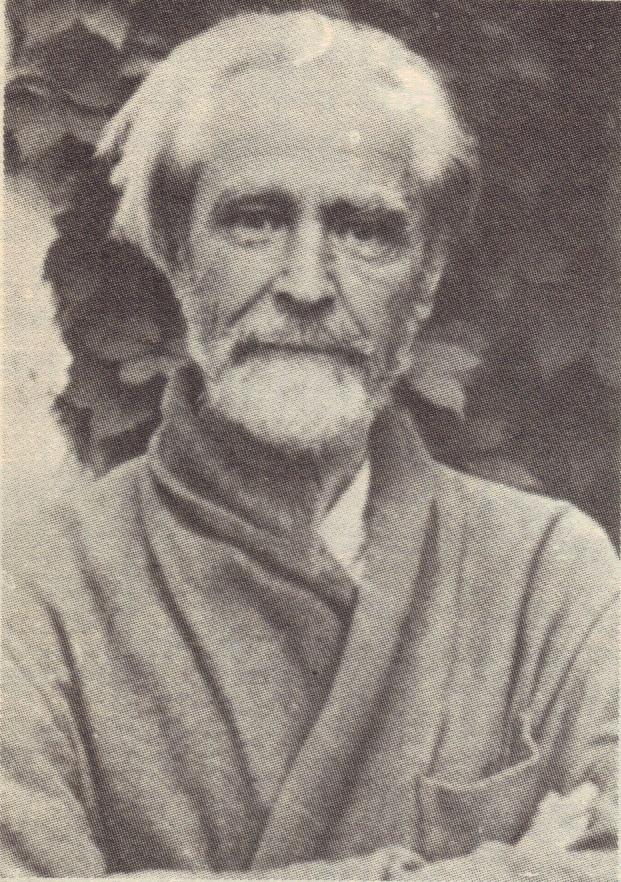
Vasile Voiculescu

Vasile Voiculescu (* 27. November 1884 in Pârscov, Rumänien; † 26. April 1963 in Bukarest) war ein rumänischer Schriftsteller und Dramatiker. 

## Leben
Geboren wurde Voiculescu 1884 in Pârscov in der Buzău-Region in einem reichen Elternhaus. Hier besuchte er diverse Schulen, später das Lyzeum Gheorghe Lazăr in Bukarest. Dort freundete er sich mit dem späteren Dramatiker Gheorghe Ciprian und dem späteren Schriftsteller absurder Prosa, Urmuz, an. Nach seinem Schulabschluss 1902 studierte er zunächst an der Universität Bukarest ein Jahr lang Philosophie, danach an der medizinischen Fakultät, promovierte im Jahr 1910.

## Werk
Im März 1912 debütierte Voiculescu mit einem Gedicht in der rumänischen Literaturzeitschrift Convorbiri Literare. Eine Sammlung von Gedichten sollte 1916 veröffentlicht werden, jedoch sind diese im Ersten Weltkrieg während des deutschen Angriffs auf Bukarest zerstört worden. 1918 veröffentlichte er Din ţara zimbrului. Zwischen den Weltkriegen lebte und agierte er in Bukarest, hielt diverse Konferenzen als Wissenschaftler ab, veröffentlichte religiös geprägte Literatur. Sein literarischer Stil wurde zunehmend expressionistisch. Er veröffentlichte diverse Kurzgeschichten.
Nach dem Zweiten Weltkrieg wurde er vom stalinistischen Regime wegen seiner religiösen und demokratischen Ideale unterdrückt, 1958 inhaftiert. Während seiner Gefängnis-Zeit erkrankte er an Krebs, starb 1963.

## Veröffentlichungen (auf Deutsch)
- Vasile Voiculescu: Das Traumrehlein. Übersetzt aus dem Rumänischen von Wolf Aichelburg. Ion Creanga Verlag, Bukarest 1974 (Kinderbuch)
- Vasile Voiculescu: Magische Liebe. Erzählungen. Übersetzt aus dem Rumänischen von Wolf Aichelburg. Rütten und Loening, Berlin 1990, ISBN 3-352-00282-7